# プレステージナイト キラキラ吾郎
『プレステージナイト キラキラ吾郎』（プレステージナイトキラキラごろう）は、2010年1月6日からラジオ大阪とラジオ日本で毎週放送されていた日本のラジオ番組。

## 概要
キングオブコント2009覇者にして、ダイナマイト関西主催のバッファロー吾郎のレギュラーラジオ番組。
2009年度、2010年度、AV女優大賞受賞の女優、明日花キララ初のレギュラー番組である。
2012年4月25日放送分を以って終了、同年5月2日より『プレステージナイト2nd カラテカリ〜ナ♥』が放送開始する。

## パーソナリティ
- バッファロー吾郎
- 明日花キララ

## 番組内容
バッファロー吾郎、明日花キララの3人で展開されるトークバライティ番組ではあるが、多彩なゲストが登場し、ラジオ版「アメトーク」と化している。
ハライチ、ケンドーコバヤシ、天津向、野性爆弾、森下くるみ、マンハッタン木村（AV監督）、加藤リナ、桃依さら、本田教仁　石田靖、しあつ野郎などがゲストで登場している。芸人やタレントサイドから「明日花キララに会いたい」と番組へ逆オファーを受けることも多い。特に石田靖は、自らが所有する明日花キララの全DVDを持参し、サインをねだり、大満足で帰っていく様子が放送された。
明日花キララが休養した際には加藤リナが代打でパーソナリティを務め、「プレステージナイト　カトリナ吾郎」が放送された。

## 放送局・時間
| 放送対象地域 | 放送局     | 放送日時             | 備考   |
| ------------ | ---------- | -------------------- | ------ |
| 近畿広域圏   | ラジオ大阪 | 水曜 24：30 - 25：00 | 制作局 |
| 関東広域圏   | ラジオ日本 | 水曜 25：30 - 26：00 |        |